# Wawrzyniec Cyl
Wawrzyniec Cyl (Łódź, 2 juli 1900 – aldaar, 7 februari 1974) was een Pools voetballer die gedurende zijn volledige carrière voor ŁKS Łódź speelde.
Cyl speelde 3 wedstrijden voor het Pools voetbalelftal. Hij debuteerde op 23 september 1923 in een wedstrijd tegen Finland. Cyl maakte tevens deel uit van de Poolse selectie voor de Olympische Zomerspelen 1924, waar Polen na een 5-0 nederlaag tegen Hongarije al na de eerste ronde uitgeschakeld was.